# جوان هراتش
جوان هراتش (بالإسبانية: Joan Horrach)‏ مواليد 27 مارس 1974 في ديا، إسبانيا، هو دراج إسباني في صنف سباق الدراجات على الطريق.

## سجل النتائج

### سباقات أو مراحل فاز بها
- طواف إيطاليا

## روابط خارجية
- جوان هراتش على موقع الاتحاد الدولي للدراجات (الإنجليزية)
- جوان هراتش على موقع أرشيف الدراجات (الإنجليزية)
- جوان هراتش على موقع إحصائيات الدراجات الإحترافية (الإنجليزية)
- جوان هراتش على موقع نسبة الدراجات (الإنجليزية)
- جوان هراتش على موقع CycleBase (الإنجليزية)